# 霍羅奇托
霍羅奇托是玻利維亞的城鎮，位於該國東南部，由聖克魯斯省負責管轄，距離首府聖克魯斯42公里，海拔高度567米，每年平均降雨量950毫米，2012年人口4,223。
18°03′S 63°26′W / 18.050°S 63.433°W